# Ilija Trojanow
Ilia Troiànov (habitualment conegut com a Ilija Trojanow, búlgar: Илия Троянов, també transliterat com a Iliya Troyanov) (nascut el 23 d'agost del 1965 a Sofia), és un escriptor germano-búlgar, traductor i editor.

## Vida
Trojanow va néixer a Sofia, Bulgària el 1965. El 1971 la seva família va fugir de Bulgària a través de Iugoslàvia i Itàlia a Alemanya, on van rebre asil polític. El 1972, la família va viatjar a Kenya, on el pare d'Ilija havia aconseguit un treball com a enginyer. Amb una interrupció en el període comprès entre 1977 i 1981, Ilija Trojanow visqué a Nairobi fins al 1984, i va assistir a una escola de llengua alemanya. Després d'una estada a París, va estudiar dret i etnologia a la Universitat de Múnic entre 1985-89. Va interrompre els estudis per fundar l'editorial Kyrill-und-Method el 1989, i posteriorment l'editorial Marinoel 1992, ambdues especialitzades en literatura africana. El 1999 Trojanow es va traslladar a Mumbai i va desenvolupar una intensa activitat relacionada amb la vida i la cultura de l'Índia. Ha viscut a Ciutat del Cap, va tornar a Alemanya (Mainz), i després a Àustria, a la ciutat de Viena, on resideix en l'actualitat.

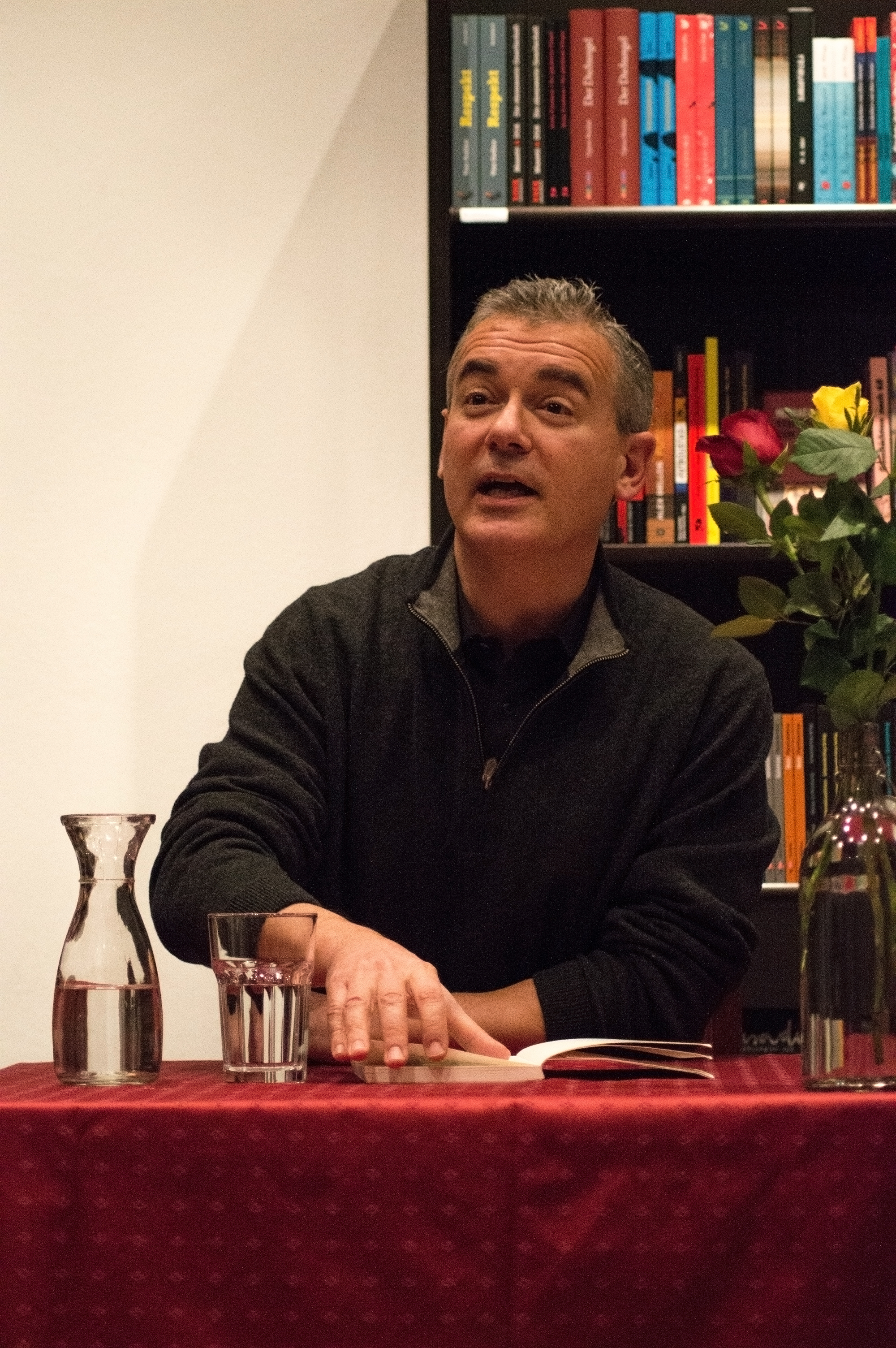
Ilija Trojanow 2013 a Viena

En la dècada del 1990 Trojanow va escriure diverses obres de no ficció i llibres de viatges sobre Àfrica, va publicar una antologia de la literatura africana contemporània i va traduir autors africans a l'alemany. La seva primera novel·la, "Die Welt ist groß und Rettung lauert überall", va aparèixer el 1996. Hi relata les experiències de la seva família com a refugiats polítics i sol·licitants d'asil. Després que aparegués la novel·la de ciència-ficció "Autopol", creada a Internet com una "novel·la en progrés", publicà "Hundezeiten", un llibre de viatges d'una visita a la seva terra natal de Bulgària, i els llibres que tracten de les seves experiències a l'Índia. El seu reportatge "Zu den Heiligen Quellen des Islam" descriu un pelegrinatge a la Meca.
Des de 2002 Ilija Trojanow ha estat membre del Centre PEN de la República Federal d'Alemanya. Entre altres guardons, ha rebut el Premi de Literatura de Bertelsmann al concurs Ingeborg Bachmann de Klagenfurt el 1995, el Premi de Literatura de Marburg el 1996, el Premi Thomas Valentin el 1997, el Premi Adelbert von Chamisso el 2000 i el Premi de la Fira del Llibre de Leipzig en la categoria de ficció per la seva novel·la "Der Weltensammler" (El col·leccionista de mons) el 2006.
El 2013 Trojanow va criticar l'Agència de Seguretat Nacional (NSA).
El 2013, se li va negar l'entrada als EUA per raons no revelades. Planejava assistir a un congrés de germanistes que se celebrava a Dallas.

## Obres selectes
- In Afrika, Múnic 1993 (Fotografies de Michael Martin)
- Naturwunder Ostafrika, Múnic 1994 (Fotografies de Michael Martin)
- Hüter der Sonne. Begegnungen mit Zimbabwes Ältesten - Wurzeln und Visionen afrikanischer Weisheit (amb Chenjerai Hove), Múnic 1996
- Kenia mit Nordtansania, Múnic 1996
- Die Welt ist groß und Rettung lauert überall, Múnic 1996
- Autopol, Múnic 1997
- Zimbabwe, Múnic 1998
- Hundezeiten. Heimkehr in ein fremdes Land, Múnic 1999 (Revisat el 2006 publicat com Die fingierte Revolution)
- Der Sadhu an der Teufelswand, Múnic 2001
- An den inneren Ufern Indiens, Múnic 2003
- Zu den heiligen Quellen des Islam, Múnic 2004
- Masque, Llibret d'una òpera de Hans Huyssen, 2005
- Der Weltensammler, Múnic 2006
- Indien. Land des kleinen Glücks, Cadolzburg 2006
- Gebrauchsanweisung für Indien, Múnic 2006
- Die fingierte Revolution. Bulgarien, eine exemplarische Geschichte, Múnic 2006
- Nomade auf vier Kontinenten, Frankfurt del Main 2007
- Kampfabsage. Kulturen bekämpfen sich nicht - sie fließen zusammen (amb Ranjit Hoskoté), Múnic 2007
- Der entfesselte Globus, Múnic 2008
- Sehnsucht, Friburg 2008 (compilat per Fatma Sagir)
- Kumbh Mela. Das größte Fest der Welt, Múnic 2008 (Fotografies de Thomas Dorn)
- Ferne Nähe. Tübinger Poetik-Dozentur (amb Feridun Zaimoglu), Künzelsau 2008
- Angriff auf die Freiheit. Sicherheitswahn, Überwachungsstaat und der Abbau bürgerlicher Rechte (amb Juli Zeh), Múnic 2009
- Oberammergau. Richard F. Burton zu Besuch bei den Passionsspielen; anglès (de Richard Francis Burton) i alemany, a l'anglès per Susann Urban, Hamburg 2010
- Fühlend sehe ich die Welt. Die Aufzeichnungen des blinden Weltreisenden James Holman (amb Susann Urban), Múnic 2010
- EisTau. Roman. Carl Hanser Verlag, Múnic, 2011 ISBN 978-3-446-23757-5
- Die Versuchungen der Fremde: Unterwegs in Arabien, Indien und Afrika. Malik Verlag, Múnic 2011, ISBN 978-3890294049
- Stadt der Bücher (Fotografies d'Anja Bohnhof), Langen/Müller, Múnic 2012, ISBN 978-3784432939
- Der überflüssige Mensch, Editorial Residenz, St. Pölten 2013
- Wo Orpheus begraben liegt (Fotografies de Christian Muhrbeck), Múnic 2013

## Traduccions al català
- Trojanow, Ilija; Lidia Álvarez Grifoll (trad.); Elena Macías (il·lustracions). DesGlaç ("EisTau"). volum 3.  Raig Verd, 2012 (Raigs Globulars). ISBN 978-84-15539-16-2. Arxivat 2014-02-02 a Wayback Machine.
- Trojanow, Ilija; María del Pilar Estelrich i Arce (trad.); Lidia Álvarez Grifoll (trad.). El col·leccionista de mons ("Der Weltensammler").  La Magrana, 2008 (Les ales esteses). ISBN 9788498671261. Arxivat 2014-02-26 a Wayback Machine.

## Adaptacions cinematogràfiques
- Die Welt ist groß und Rettung lauert überall, 2007, per Stefan Komandarev (Regie) amb Miki Manojlović com a Bai Dan i Carlo Ljubek com a Alexander